# Chaîne de Haian
La chaîne de Haian (chinois : 海岸山脈 « chaîne côtière ») est une chaîne de l'Est de Taïwan. Le mont Xingangshan, son plus haut sommet, s'élève à 1 682 m d'altitude.